# Franjevački samostan sv. Ante na Dridu
Franjevački samostan sv. Ante  na Dridu, u gradiću Trogiru, Put sv. Ante 46, zaštićeno kulturno dobro.

## Opis
Vrijeme nastanka je od 15. do 17. stoljeća. Franjevački samostan sv. Ante na Dridu na Čiovu u Trogiru utemeljio je fra Nikola Trogiranin početkom 15.st. Zbog opasnosti od Turaka na Čiovo je 1500.g. prenesena čudotvorna slika Gospe od milosti iz crkve na Dridu kod Marine s anžuvinskom zavjetnom krunom. Na sjevernoj strani unutar samostanskog zida je jednobrodna crkva posvećena Gospi od Uznesenja. Svetište i sakristija sagrađeni su nad prostranom špiljom. Samostan je terasasto građen, izdužena tlocrta u smjeru istok-zapad. Na sredini prizemlja je prostrani hodnik flankiran crkvom na sjeveru i refektorijem i konobom na južnoj strani. Na istoku je prostrani vrt sa šetnicom. Uz križni dormitorij na prvom katu niz je samostanskih soba.

## Zaštita
Pod oznakom Z-3878 zaveden je kao nepokretno kulturno dobro - pojedinačno, pravna statusa zaštićena kulturnog dobra, klasificirano kao "sakralne kompleksi".